# Independent Spirit Awards 1990
Die fünfte Verleihung der Independent Spirit Awards fand 1990 statt.

## Zusammenfassung
Der große Sieger war Steven Soderberghs Sex, Lügen und Video (Sex, Lies, and Videotape), der zum besten Film erklärt wurde und dazu noch vier weitere Preise gewann. Schärfster Konkurrent war Gus Van Sants Drugstore Cowboy, der zwar ebenfalls vier Awards bekam, jedoch in den Kategorien „Bester Film“ und „Beste Regie“ geschlagen wurde. Jim Jarmuschs Mystery Train erhielt sieben Nominierungen, gewann aber in keiner einzigen Kategorie. In der Kategorie „Bester ausländischer Film“ gewann Jim Sheridan mit Mein linker Fuß (My Left Foot: The Story of Christy Brown) und schlug vor allem zwei britische Kollegen: Terence Davies und Mike Leigh.

## Gewinner und Nominierte

### Bester Film
Sex, Lügen und Video (Sex, Lies, and Videotape) – Robert F. Newmyer
Drugstore Cowboy – Nick Wechsler, Karen Murphy
Heat and Sunlight – Rob Nilsson
Mystery Train – Jim Stark
Wahre Liebe (True Love) – Richard Guay, Shelley Houis

### Bester Debütfilm
Heathers – Michael Lehmann, Denise Di Novi
84C MoPic – Patrick Sheane Duncan, Michael Nolin
Sidewalk Stories – Charles Lane, Howard M. Brickner
Talking to Strangers – Rob Tregenza, J. K. Eareckson
Zwei Cheyenne auf dem Highway (Powwow Highway) – Jonathan Wacks, Jan Wieringa

### Bester Hauptdarsteller
Matt Dillon – Drugstore Cowboy
Nicolas Cage – Vampire’s Kiss
Charles Lane – Sidewalk Stories
Randy Quaid – Pfui Teufel – Daddy ist ein Kannibale (Parents)
James Spader – Sex, Lügen und Video (Sex, Lies, and Videotape)

### Beste Hauptdarstellerin
Andie MacDowell – Sex, Lügen und Video (Sex, Lies, and Videotape)
Youki Kudoh – Mystery Train
Kelly Lynch – Drugstore Cowboy
Winona Ryder – Heathers
Annabella Sciorra – Wahre Liebe (True Love)

### Bester Nebendarsteller
Max Perlich – Drugstore Cowboy
Steve Buscemi – Mystery Train
Scott Coffey – Shag – More Dancing (Shag)
Gary Farmer – Zwei Cheyenne auf dem Highway (Powwow Highway)
Screamin’ Jay Hawkins – Mystery Train

### Beste Nebendarstellerin
Laura San Giacomo – Sex, Lügen und Video (Sex, Lies, and Videotape)
Bridget Fonda – Shag – More Dancing (Shag)
Heather Graham – Drugstore Cowboy
Mare Winningham – Nacht der Entscheidung – Miracle Mile (Miracle Mile)
Mary Woronov – Luxus, Sex und Lotterleben (Scenes from the Class Struggle in Beverly Hills)

### Beste Regie
Steven Soderbergh – Sex, Lügen und Video (Sex, Lies, and Videotape)
Jim Jarmusch – Mystery Train
Charles Lane – Sidewalk Stories
Nancy Savoca – Wahre Liebe (True Love)
Gus Van Sant – Drugstore Cowboy

### Bestes Drehbuch
Gus Van Sant, Daniel Yost – Drugstore Cowboy
Steve De Jarnatt – Nacht der Entscheidung – Miracle Mile (Miracle Mile)
Patrick Sheane Duncan – 84C MoPic
Jim Jarmusch – Mystery Train
Daniel Waters – Heathers

### Beste Kamera
Robert D. Yeoman – Drugstore Cowboy
Toyomichi Kurita – Zwei Cheyenne auf dem Highway (Powwow Highway)
Robby Müller – Mystery Train
Oliver Stapleton – Zebo, der Dritte aus der Sternenmitte (Earth Girls Are Easy)
Rob Tregenza – Talking to Strangers

### Bester ausländischer Film
Mein linker Fuß (My Left Foot: The Story of Christy Brown) – Jim Sheridan
Entfernte Stimmen – Stilleben (Distant Voices, Still Lives) – Terence Davies
Hanussen (Profeta) – István Szabó
Hohe Erwartungen (High Hopes) – Mike Leigh
Yin ji kau – Stanley Kwan